# Lány (zámek, okres Kladno)
Zámek Lány je barokní stavba, jež se nachází na jižním okraji obce Lány v okrese Kladno ve Středočeském kraji západně od Prahy. Zámek je situován na severním okraji rozsáhlých křivoklátských lesů (CHKO Křivoklátsko), jeho součástí je rozsáhlý anglický park, rybník Bahňák, velký palmový skleník a přilehlá Lánská obora. K zámku také patřil hospodářský dvůr.
Od roku 1921 je zámek majetkem státu a stal se oficiálním letním sídlem prezidentů Československa, dnes prezidentů České republiky. 16. prosince 1921 zde byla během návštěvy rakouského prezidenta Hainische a kancléře Schobera podepsána Lánská smlouva (též „Pražská smlouva“), která potvrdila politiku přátelské spolupráce mezi Československem a Rakouskem.
Zámek včetně přilehlého kostela a zámeckého parku je chráněn jako kulturní památka České republiky.

## Historie

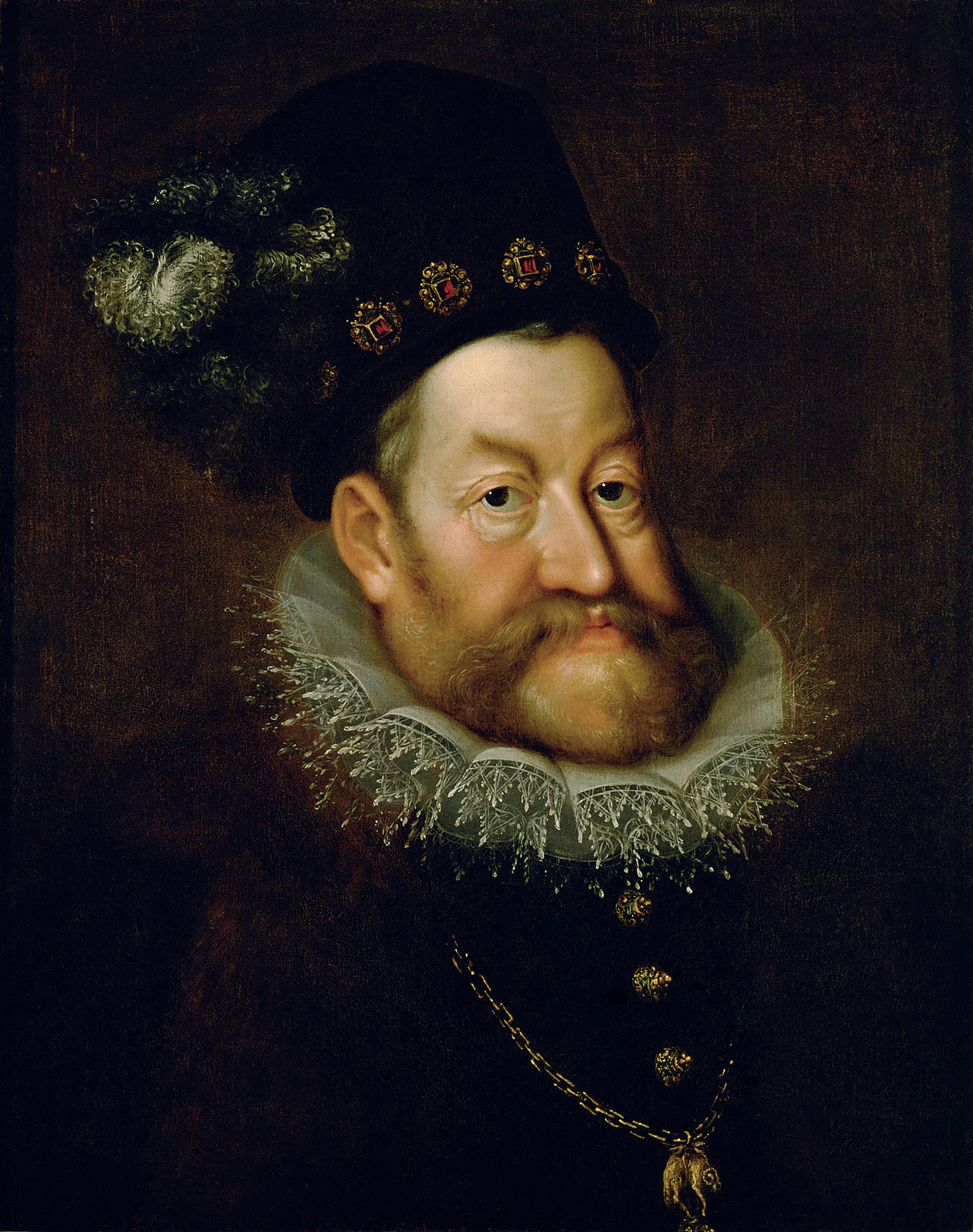
Císař Rudolf II., patrně první hlava českého státu, která v Lánech pobývala

Pojmenování obce Lány vychází ze způsobu dělení půdy, první písemná zmínka o tvrzi pochází z roku 1392, kdy ves vlastnil vladyka Hašek z Lán. V té době připomínané panské sídlo bylo spíše jen dřevěným obytným stavením v rámci poplužního dvora. Lány patřily později k panství Stochov a jako součást stochovského panství koupili Lány v roce 1528 Žejdlicové ze Šenfeldu. Pravděpodobně za jejich éry vznikla renesanční tvrz. Od Žejdliců koupil Lány v roce 1581 vysoký zemský úředník Jiří Bořita z Martinic, majitel sousedního panství Smečno. V majetku Martiniců zůstaly Lány jen několik let, již v roce 1589 byly zakoupeny královskou komorou pro císaře Rudolfa II. Lesy na Berounsku patřily k oblíbeným loveckým destinacím habsburských panovníků a Lány byly trvale připojeny ke královskému panství Křivoklát. Centrem rozsáhlého korunního panství byl hrad Křivoklát, který však koncem 16. století nesplňoval podmínky pro pohodlný pobyt. V roce 1592 proto začala přestavba lánské tvrze na lovecký letohrádek, který byl přízemní stavbou v renesančním slohu. Pravděpodobně podle projektu italského architekta Aostalliho vznikl zámek na půdorysu písmene U se sgrafitovou výzdobou a vodními příkopy.

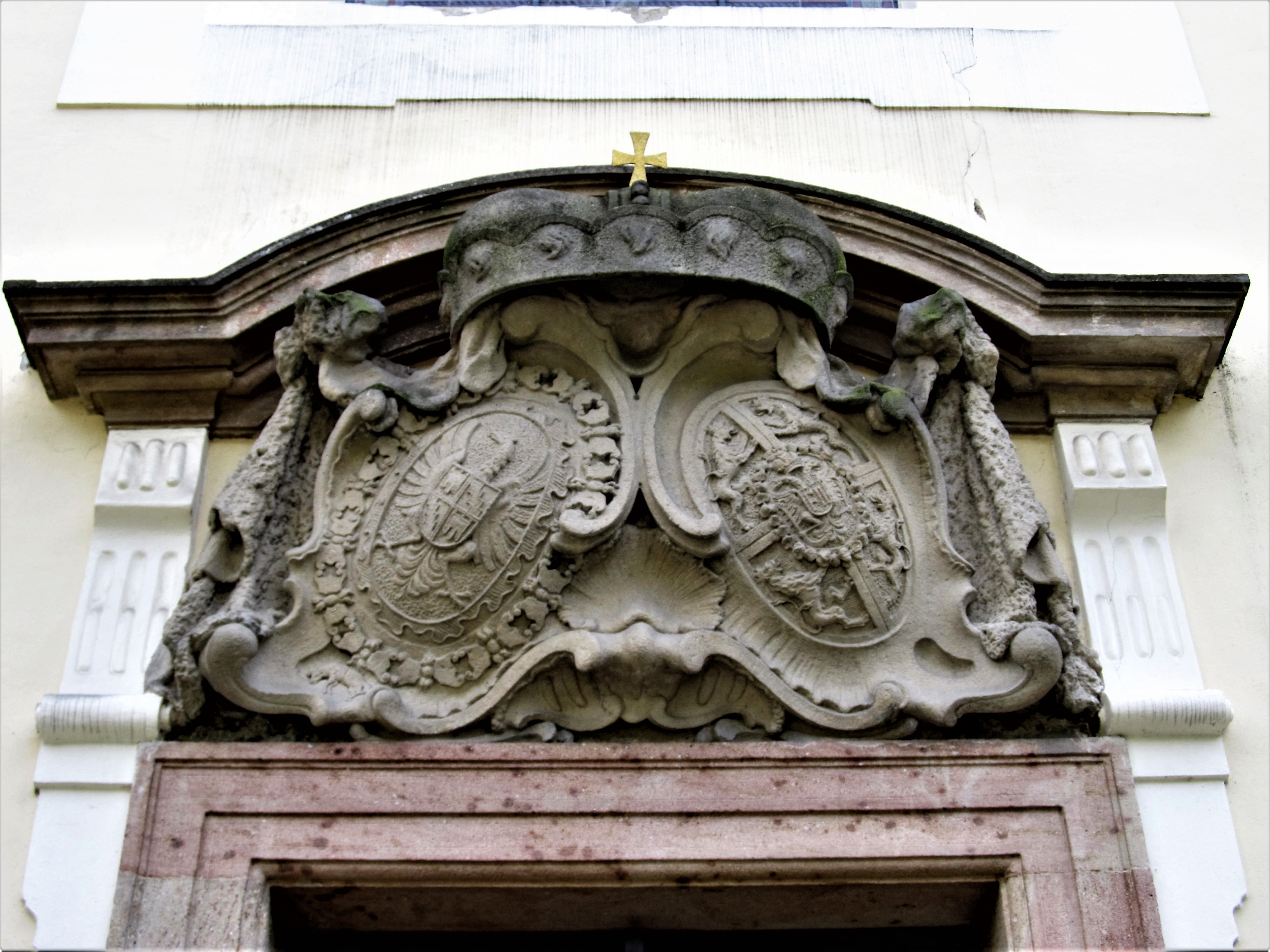
Alianční erb Fürstenbergů a Valdštejnů nad vchodem do zámecké kaple

V roce 1658 přešlo křivoklátské panství včetně Lán jako zástava do držby knížete Jana Adolfa Schwarzenberga. Ten souběžně začal budovat majetkové zázemí v jižních Čechách a po jeho smrti (1683) ztratili Schwarzenbergové o křivoklátské panství zájem. V roce 1685 koupil křivoklátské panství do dědičného vlastnictví hrabě Arnošt Josef z Valdštejna (1654–1708). Transakce vyvolala ve své době značnou pozornost, protože se jednalo o jeden z největších majetkových přesunů v Čechách ve druhé polovině 17. století a Valdštejn za křivoklátské panství s třemi městy, 54 vesnicemi, čtyřmi hrady a dvěma zámky zaplatil třičtvrtě miliónu zlatých. I když Arnošt Josef Valdštejn na svých panstvích v severních Čechách proslul jako aktivní stavebník, křivoklátské panství pro něj mělo především ekonomický význam (založil například železárny v Nižboru). Na obranu proti rozšířenému pytláctví v křivoklátských lesích nechal vybudovat dřevěné oplocení lánské obory, která se s rozlohou bezmála 10 000 hektarů půdy stala největším honebním revírem v Čechách. Dřevěné ohrazení bylo za dalších majitelů v roce 1787 nahrazeno zdí v délce 27 kilometrů. Za Arnošta Josefa Valdštejna zůstal renesanční letohrádek v Lánech beze změny, v roce 1723 nicméně hostil císaře Karla VI. během jeho pobytu v Čechách při korunovaci na českého krále. Arnoštův syn Jan Josef Valdštejn byl majitelem křivoklátského panství od roku 1708, tehdy projevila o jeho majetek zájem královská komora, která měla na základě smlouvy z roku 1685 předkupní právo. Valdštejnem požadovanou sumu ve výši 600 000 zlatých ale nebyla schopna složit, takže Křivoklát včetně Lán zůstal dědičným majetkem Valdštejnů. Jan Josef krátce před smrtí přistoupil k zásadní přestavbě lánského zámku, v roce 1730 byla zámecká budova zvýšena o jedno patro. 
Univerzální dědičkou Jana Josefa Valdštejna byla dcera Marie Anna Terezie (1707–1756), provdaná v roce 1723 za knížete Josefa Viléma Fürstenberga. Marie Anna obohatila zámecký areál přístavbou kostela (1748–1752). Fürstenbergové vlastnili Křivoklát spolu s lánským zámkem do 20. století a patřili k největším pozemkovým vlastníkům v Čechách (na přelomu 19. a 20. století patřilo ke křivoklátskému velkostatku 39 000 hektarů půdy). K dalším stavebním úpravám zámku v Lánech přistoupil kníže Karel Egon II. z Fürstenbergu v letech 1821–1825, kdy bylo přistavěno druhé patro. V letech 1849–1850 byl zrušen vodní příkop a zbořena ohradní zeď, další velkorysé plány na rozsáhlou přestavbu zámku zůstaly ale jen v podobě nerealizovaných návrhů. V roce 1861 byly ale postaveny konírny v novogotickém stylu a na místě vykoupených hospodářských dvorů vznikly skleníky. Po prodeji Fürstenberského paláce v Praze (1883) se zámek v Lánech stal hlavním rodovým sídlem. Proto také došlo za knížete Maxe Egona Fürstenberga k dalším stavebním úpravám v letech 1902–1903, kdy došlo k rozšíření obytných prostor v mansardách ve třetím patře. Zámek měl v té době 60 obytných místností.

## Státní statek kanceláře prezidenta republiky
Po vzniku Československa vyvstala potřeba reprezentačního, zároveň ale soukromého sídla prezidenta republiky mimo Prahu. V tomto smyslu oslovila Alice Masaryková v listopadu 1919 kancléře Přemysla Šámala. Vzhledem ke konfiskaci majetku Habsburků byly vybrány zámky v Židlochovicích nebo Brandýse nad Labem. K dispozici byl také zámek Smečno, zestátněný na základě předchozích politických aktivit majitele Jindřicha Clam-Martinice. Nabídka přišla též od Silva-Tarouců sídlících na zámku Průhonice. Do užšího výběru se nakonec dostal i zámek v Lánech. Fürstenbergové patřili po rodině Schwarzenbergů k největším pozemkovým vlastníkům v Čechách a nabídka na prodej velkostatku Křivoklát vzešla z jejich snahy snížit dopad pozemkové reformy. Dne 15. dubna 1920 se Národní shromáždění usneslo na zákoně o vedlejších úředních sídlech prezidenta republiky č. 320/1920 Sb. z. a n., jehož provedením byla pověřena vláda (též Židlochovice, Topoľčianky).
Čís. 320. Zákon ze dne 15. dubna 1920 o opatřeních k provedení 2. odst. § 63 ústavní listiny.
Národní shromáždění republiky Československé usneslo se na tomto zákoně:
§ 1. Vládě se ukládá, aby učinila opatření nutná k provedení ustanovení § 63, 2. odst., ústavní listiny, o vedlejších úředních sídlech presidenta republiky Československé.
§ 2. Zákon tento počne účinkovati dnem svého vyhlášení a provede jej vláda.
Těmito „vedlejšími“ úředními sídly míněna jsou, jak z dějin vzniku onoho zákona lze dovodit, zejména letní sídla presidentova.
František Weyr: Soustava československého práva státního, 1921, s. 218
Vláda na podkladě uvedeného zákona byla oprávněna jednat s knížetem Fürstenbergem ohledně velkostatku v Lánech. V červenci 1921 došlo k uzavření trhové smlouvy mezi Československou republikou, zastoupenou Ministerstvem financí Československé republiky, na jedné straně a Maxem Egonem Fürstenberkem na straně druhé. Koupě se týkala statku Lány s Ploskovem o rozloze kolem 5000 ha, který zahrnoval lesní revíry Lány, Běleč a Ploskov o rozloze 4 725 ha a patronát nad postoupeným kostelem v Lánech se služebnostmi (Kostel Nejsvětějšího Jména Ježíšova). Cena zámku v Lánech s parkem a příslušnými budovami činila 12 500 000 Kč, ostatní nemovitosti byly vyčísleny na 12 370 000 Kč, celkem 24 870 000 Kč.
Prodej se netýkal veškerých movitých věcí, které se nalézaly v zámku a vedlejších budovách, dále pak veškerých movitých věcí v budově zbrojovny čp. 3 v Lánech. Část věcí převzal Československý stát (např. krb v zámecké knihovně, rezervní motor a rezervní dynamo zámecké elektrárny a dále veškerý živý inventář). Smlouva stanovovala, že Ministerstvo financí Československé republiky uhradí smluvenou částkou v hotovosti částečně dávky z majetku a dávky z přírůstku na majetku předepsané za majetek rodiny Fürstenberků v Československé republice a to ke dni 1. července 1921. Knížeti Maxi Egonovi Fürstenberkovi bylo ve smlouvě také přislíbeno, že mu bude uvolněn jeho dům v Praze čp. 153 na Malé Straně (Fürstenberský palác), který byl v té době pronajat Ministerstvu sociální péče. O tento příslib musel ale kníže Fürstenberk každoročně intervenovat a k uprázdnění domu došlo až 1. června 1927.
K podpisu smlouvy došlo 15. července 1921, 17. července ji podepsal Gottfried Hohenlohe-Langerburg, 20. července ji schválil a podepsal předseda Státního pozemkového úřadu Karel Viškovský a k 1. srpnu 1921 ji schválil a podepsal za svěřenecký soud a civilní soud v Praze pan Schindelka. Do smlouvy byla také vložena klauzule, která Fürstenberkům povolovala výjimku v provádění pozemkové reformy na velkostatku Křivoklát odročením až do období kolem roku 1925.

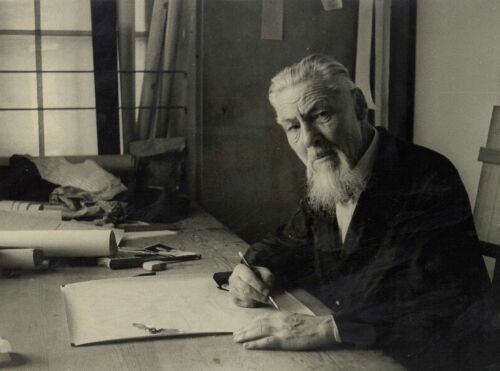
Architekt Jože Plečnik, autor adaptace lánského zámku na prezidentské sídlo

Následovaly větší stavební úpravy zámku pod vedením hradního architekta Jože Plečnika. Ty byly zaměřeny na úpravu zámku jakož i přilehlého zámeckého parku pro účely využití jako letního sídla prezidenta Československé republiky. Stálé práce započaly se souhlasem knížete ještě před zakoupením zámku (smlouvou z 15. července 1921), a to již 2. května 1921. Rekonstrukce probíhala od 15. července do 6. srpna 1921 a pracovalo na ní 358 dělníků trvale a 120 pracovníků 33 firem na dohodu. Celkové náklady dosáhly 3 miliony Kč.
Prezident Masaryk byl o průběhu přestavby průběžně informován i při svém léčebném pobytu na ostrově Capri a sám schvaloval osobně všechny úpravy, navržené v projektu Jože Plečnika. Práce samotné řídil stavitel Karel Fiala spolu se stavebním technikem Jaroslavem Veverkou. Zajímavým způsobem upravil prof. Plečnik v tomto parku i okolí zámeckého rybníčku (tzv. "Bahňáku"), u nějž se scházeli za krásných letních dní též Masarykovi a Čapkovi Pátečníci. Antická fontána s dórskými pilastry má pět lvů chrlících vodu, představujících "Čechy", "Moravu", "Slezsko", "Slovensko" a "Podkarpatskou Rus", jako symbol pěti sloupů Republiky československé.

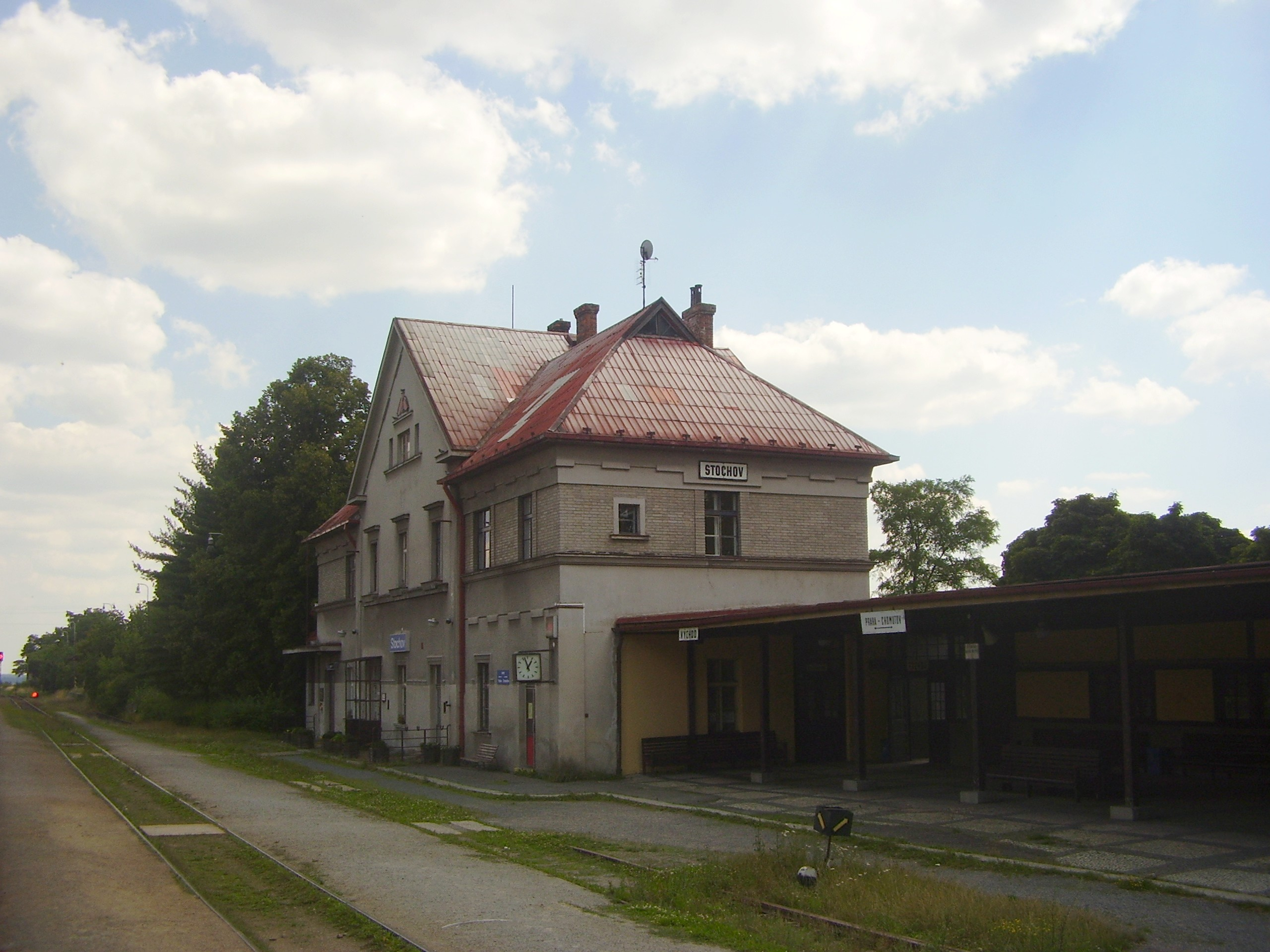
Nádraží ve Stochově, přestavěné v souvislosti se vznikem prezidentského sídla v nedalekých Lánech

K příjezdu prezidenta Masaryka ve čtvrtek 11. srpna 1921 v 18. hodin zvláštním vlakem přímo na zámek Lány nechala buštěhradská dráha zřídit nově lánské nádraží, upravit trať, nádražní budovy, zvláštní komfortní čekárnu pro prezidenta a nařídila, aby ode dne 1. srpna 1921 v lánském nádraží zastavovaly všechny rychlíky.
V přízemí zámku se nacházely hospodářské úřadovny, kuchyně, byty personálu, úpravny a místnosti pro hradní stráž. První poschodí s novým balkonem, na který navazoval kuřácký salon, bylo určeno pro reprezentační prezidentské účely a částečně bylo ponecháno v původním francouzském renesančním slohu. Kuřácký salon s nástěnnými loveckými malbami byl zařízen nově. Vedle něj se nalézal hudební salon, dámský salon, velká jídelna s tzv. rampovým osvětlením a přípravny. Nábytek byl dovezen z Pražského hradu. Reprezentačních místností bylo celkem pět. K nim přiléhaly čtyři prezidentovy pracovní místnosti (čekárna, audienční síň se salonní garniturou, pracovna a prezidentská knihovna).
Na druhém poschodí se nacházelo 16 místností, které byly vyhrazené prezidentovi a jeho rodině. Ve věžovém rizalitu byla umístěna prezidentova ložnice s výhledem do parku, na kterou navazovala šatna a koupelna. Při prezidentově salonku se nacházela malá rodinná jídelna a s ní sousedil salonek prezidentovy manželky a její ložnice. Ostatní místnosti ve druhém patře sloužily hostům. Třetí patro bylo upraveno pro hosty a úřednictvo. Jednotlivé pokoje pro hosty doplňovaly koupelny. Dostavěny byly také tři výtahy a vytápěcí komory.
Vedle zámecké budovy se opravovaly i hospodářské budovy, přičemž velká část koníren byla zrušena, zřízena byla pošta, telegraf a telefon, elektrické osvětlení, kasárna pro 40 mužů hradní stráže, dále byty a menza pro úředníky a služebnictvo, velká čítárna, hřiště. Mnoho práce bylo vynaloženo v zámecké zahradě, kde se opravovaly také besídky, skleník a střelnice, současně se opravovaly i všechny budovy na panství i hospodářské dvory.
Správu státního statku v Lánech měla na starosti Kancelář prezidenta republiky (za odborné porady generálního ředitele státních statků inž. Opletala a jeho zástupce ředitele inž. Arha), konkrétně odbor III. pro záležitosti stavební, administrativní a hospodářské, který spravoval i Pražský hrad s příslušenstvím. Šéfem odboru byl ministerský rada František Blažek, který měl k ruce radu Dr. Jana Svobodu. Hospodářským správcem na statku byl Vojtěch Strava a lesním správcem Karel Paclt. Mimo odbor byl zřízen referát 14. pro správu domácnosti prezidenta republiky a správu zámku v Lánech, kterou měl na starost generál Viktor Hoppe (po něm Felix Nevřela).
Státní statek v Lánech vykazuje přebytek 136.100 Kč. Statek má sloužiti státní representaci, což se týká především lesního hospodářství, z něhož téměř polovina jest obora, která je přírodní reservací. V hospodářství polním se počítá se zvýšenou prosperitou statku Lánského, které má býti docíleno zvýšením produkce mléka a přeměnou dosavadního extensivního hospodaření na hospodaření intensivní. Tato přeměna vyžaduje jistých nákladů, které jsou však vyváženy zvýšeným příjmem.
Venkov, 14.11.1933, s. 1
Po druhé světové válce byly u Kanceláře prezidenta republiky zřízeny samostatné referáty:
- Referát F (rozpočet, finanční kontrola, daně, dávky, poplatky): přednosta Jaroslav Horníček, kterému byla přidělena účtárna a důchodová služba v Lánech.
- Referát O: přednosta Dr. Alois Brynda, Dr. Lev Urban, Dr. Bohumil Koloušek, Maxmilián Landík, kterému byly přiděleny pomocné úřady kanceláře:

1. Hospodářská správa statku Lány: přednosta Ing. Dr. Richard Svoboda
2. Lesní správa statku Lány: přednosta: Ing. Václav Piš
3. Správa zámku v Lánech: přednosta Felix Nevřela
4. Účtárna
5. Spisovna
6. Správa domu presidenta republiky
- Referát H: přednosta Dr. Antonín Schenk (agenda: Administrativní a hospodářské záležitosti pražského hradu, zámku v Lánech, obytných a jiných budov ve správě KPR, správa státního domu prezidenta), kterému byly přiděleny: Stavební správa pražského hradu a Hospodářská správa pražského hradu.
- Referát L: přednosta Ing. Jan Zatloukal Ing Agenda, v jehož kompetenci byla agenda plánování lesního, zahradního a polního hospodářství, administrativní a hospodářské záležitosti lesní správy v Lánech, správa statku v Lánech, správu zahrad pražského hradu, správa zahrad v Lánech, správa obory Hvězdy.[11]

Od 1. ledna 1949 byly státní lesy z Čsl. státních lesů a statků vyděleny. Státní statek kanceláře prezidenta republiky v Lánech byl v roce 1960 předán Vysoké škole zemědělské jako její školní statek, zámek a lesní správa byly zařazeny do společného organizačního útvaru Lesní správa a zámek Lány.

### Prezidentské sídlo

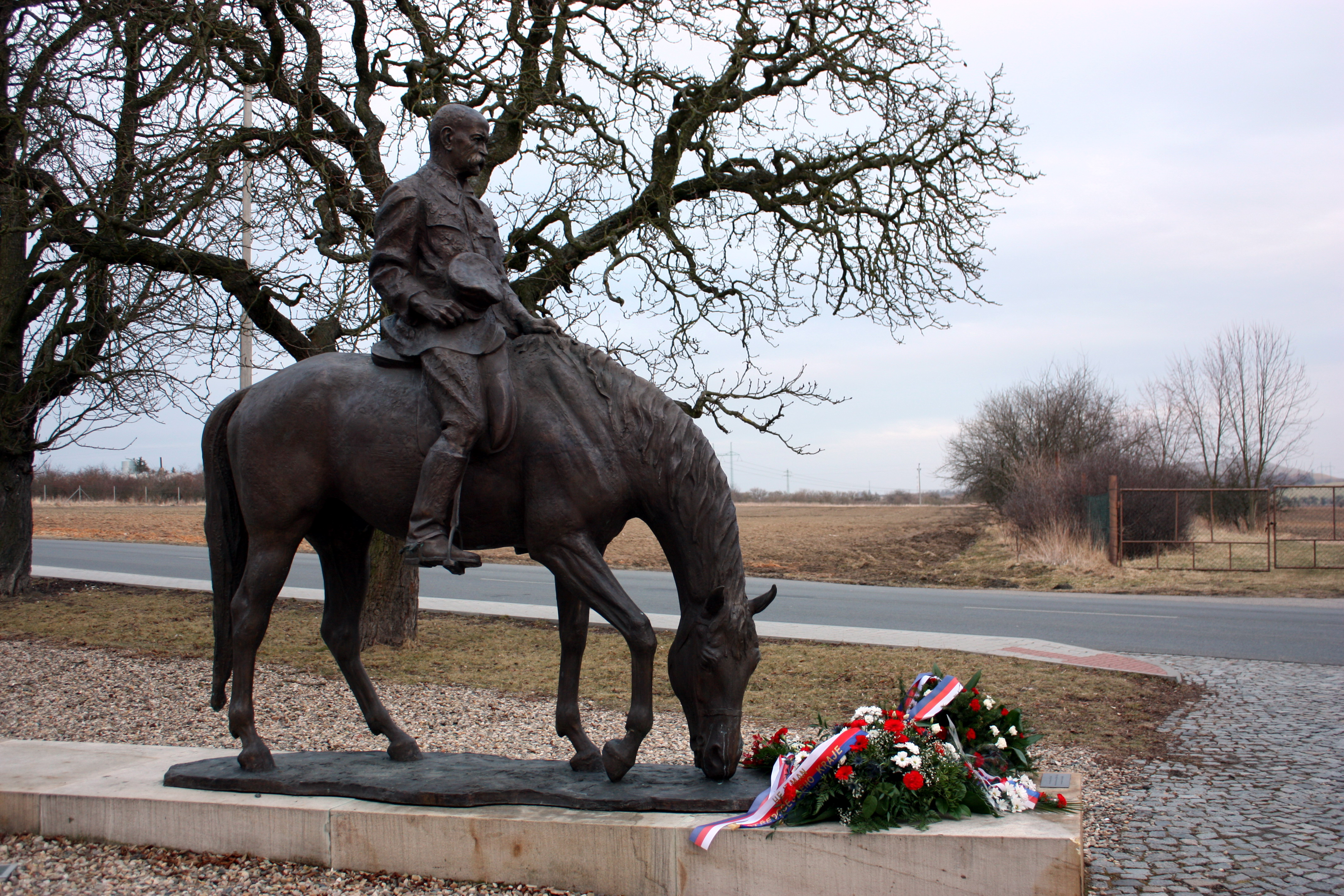
Socha Tomáše Garrigua Masaryka upomínající na jeho pobyty v Lánech

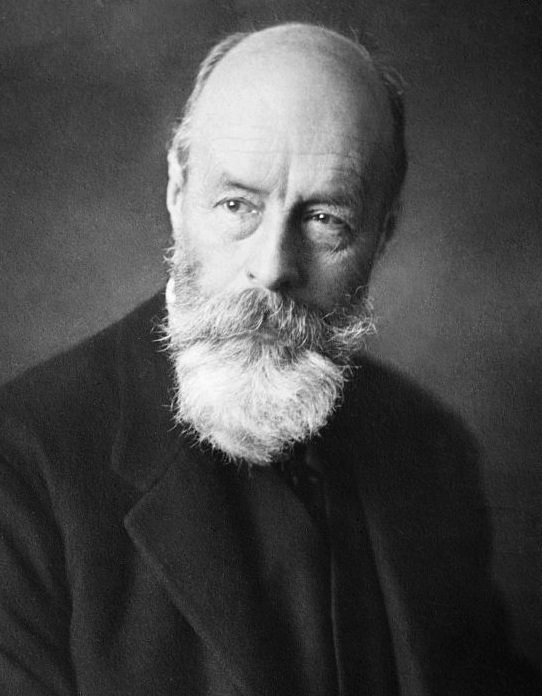
Rakouský prezident Michael Hainisch, jeden z prvních zahraničních hostů prezidenta Masaryka na zámku v Lánech

Zámek je spojován především s osobou prvního československého prezidenta Tomáše Garrigua Masaryka, jenž si zdejší zámek velmi oblíbil (přijel sem zvláštním vlakem přímo z Itálie, z pobytu na ostrově Capri, ve čtvrtek večer 11. srpna 1921) a považoval jej za svůj domov, využíval jej nejen pro odpočinek a relaxaci, ale jako klidné místo pro práci. Prožil tam celých 17 let. Ostrahu lánského zámku tehdy zajišťovali českoslovenští legionáři.
V zámku zřídil i kino, kde nechal promítat filmy pro místní občany (poslední film, který se zde promítal za Masarykovy přítomnosti, byl Hrdinný kapitán Korkorán s Vlastou Burianem v hlavní roli). Na zámku přijal též řadu státních návštěv i osobností světového kulturního a vědeckého života. Okolí využíval pro jízdu na koni a po roce 1934 v kočáře, zejména se svým synem Janem Masarykem.
Po své rezignaci v roce 1935 se sem i s rodinou přestěhoval prakticky natrvalo. Po své smrti si přál být pohřben na lánském hřbitově. Jeho hrobka se nenachází v zámeckém parku, ale ve staré části obecního hřbitova v Lánech, kde odpočívá spolu se svou ženou Charlottou, synem Janem a dcerou Alicí.
Po jeho smrti 14. září 1937 byl lánský zámek využíván jen velmi málo, respektive pouze příležitostně. V době druhé světové války zde pravidelně pobýval protektorátní prezident Emil Hácha, který dal zřídit na okraji Lánské obory za Jurkovičovou vilou malíře Horníka přírodní koupaliště pro veřejnost s převážně dřevěným vybavením, jehož pozůstatky (vodní plocha) se zachovaly do dnešní doby. Jako letní sídlo jej využíval také komunistický prezident Klement Gottwald a později i ostatní komunističtí prezidenti.
Zámek koncem 40. let nebyl trvale obýván, Gottwald tam jezdil jen občas, a tak se stalo, že budova poněkud zpustla a interiéry byly zanedbané. Když Marta zámek navštívila a rozhodla se v něm zůstat přes noc, vlhké parkety a nábytek v teple začaly pracovat, a Marta po probdělé noci, plné děsu, rychle odjížděla zpátky do Prahy.
Pavel Kosatík: Devět žen z hradu, s. 177
Po roce 1989 prošel zámek rekonstrukcí. Zámecké interiéry prošly úpravou podle bytové architektky Franzisky Diany Sternbergové. Zámek byl využíván prezidenty Václavem Havlem, Václavem Klausem i Milošem Zemanem. Podle zámku se jmenoval rozhlasový pořad Hovory z Lán, ve kterém prezidenti Václav Havel a krátce rovněž Miloš Zeman pravidelně komentovali veřejné dění. Dne 17. prosince 2021 zde prezident Miloš Zeman jmenoval vládu premiéra Petra Fialy. 
Zámek je pro veřejnost částečně v rámci 1. patra zpřístupněn od 1. března 2023, přístupný je rovněž zámecký park, kostel a skleník.

### Galerie

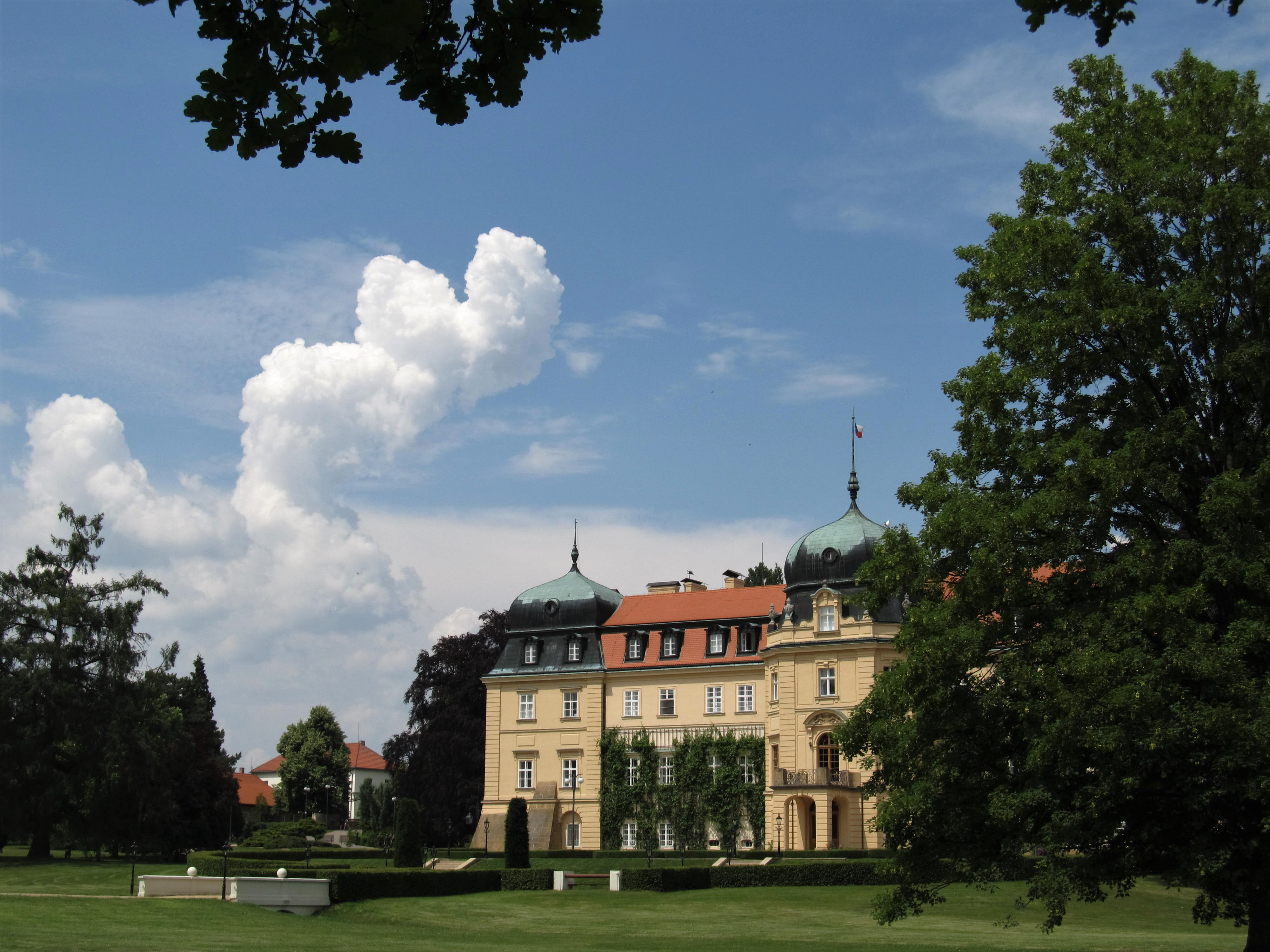
Zámek Lány
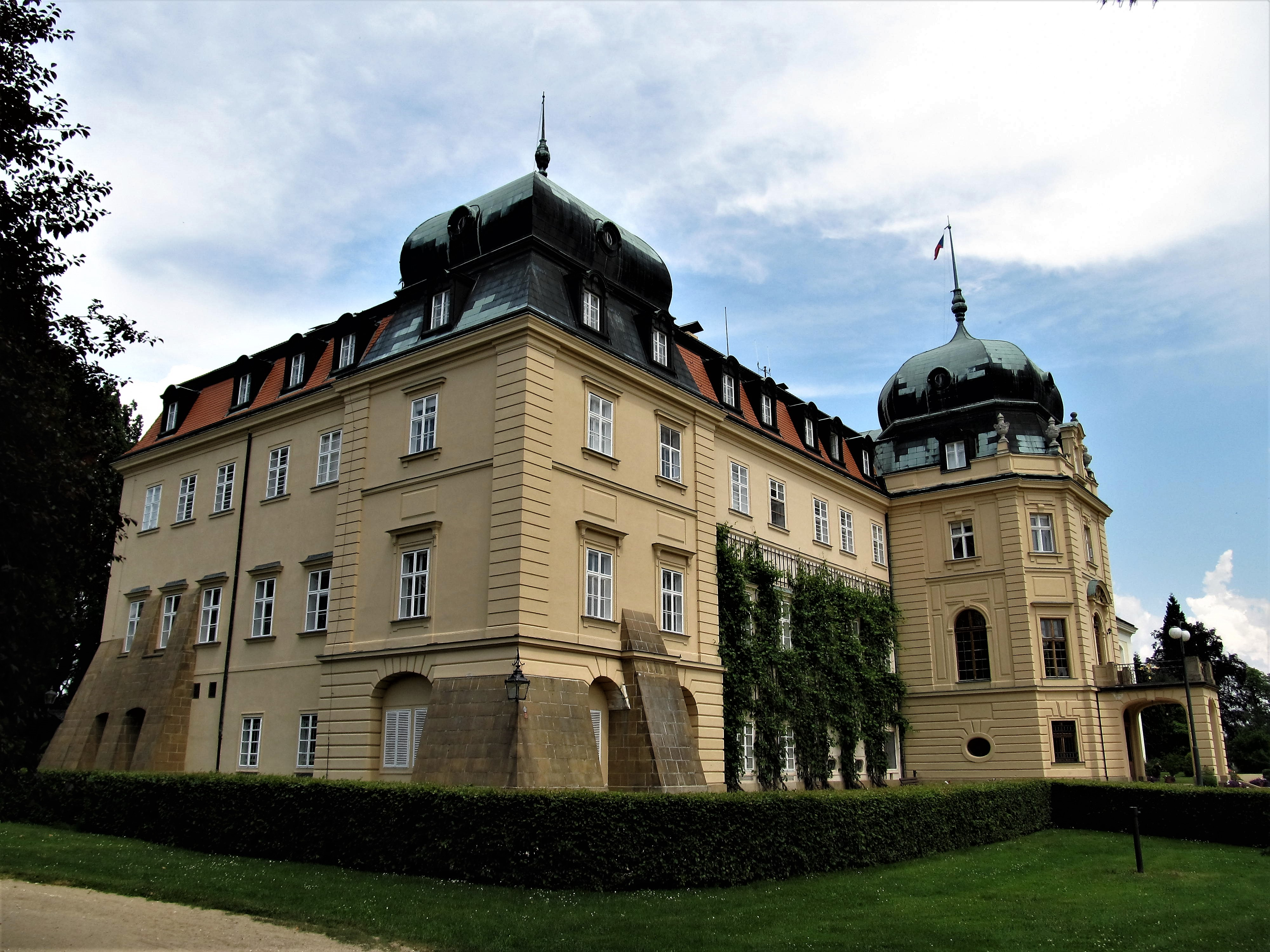
Zámek Lány
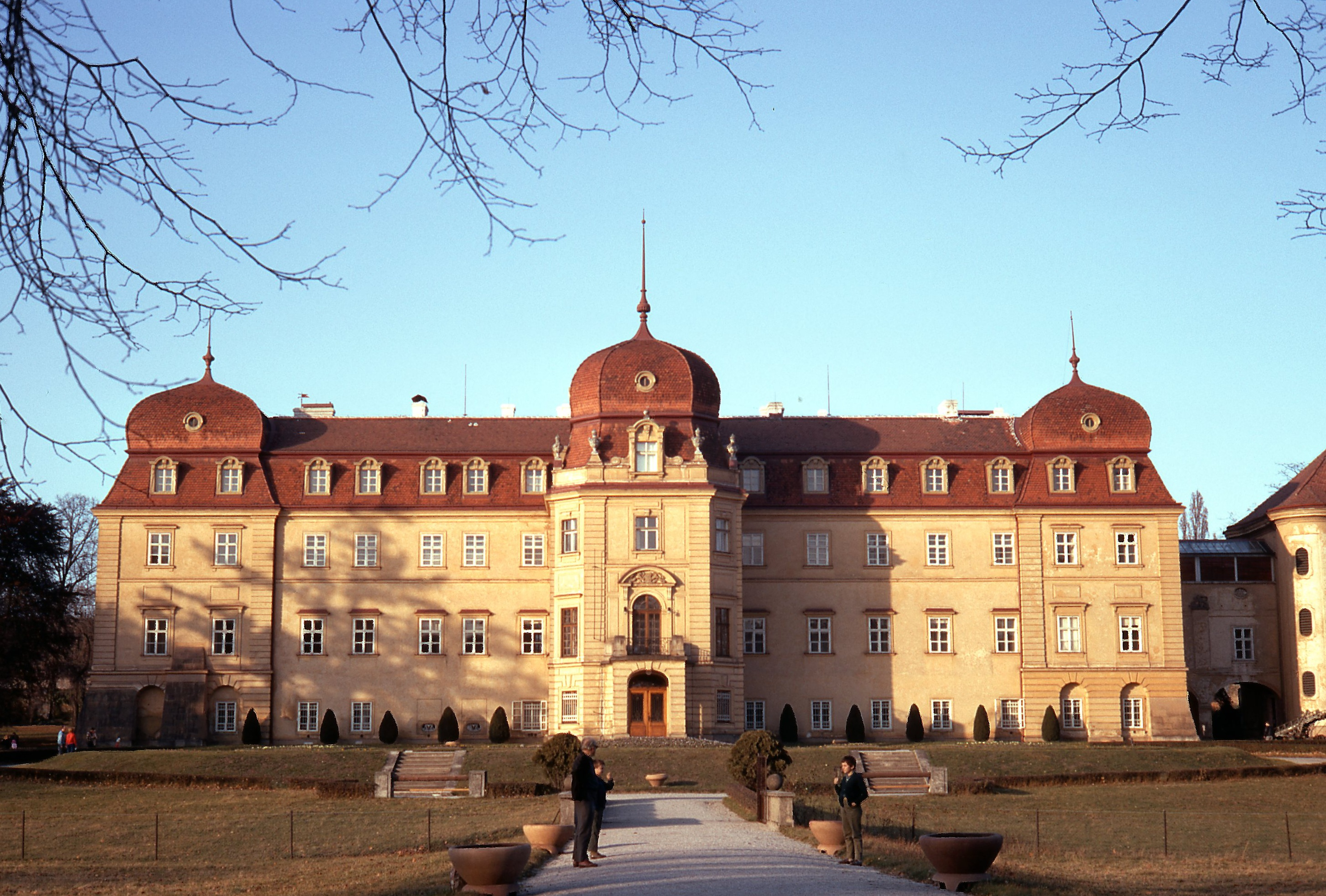
Zámek Lány v 70. letech 20. stol
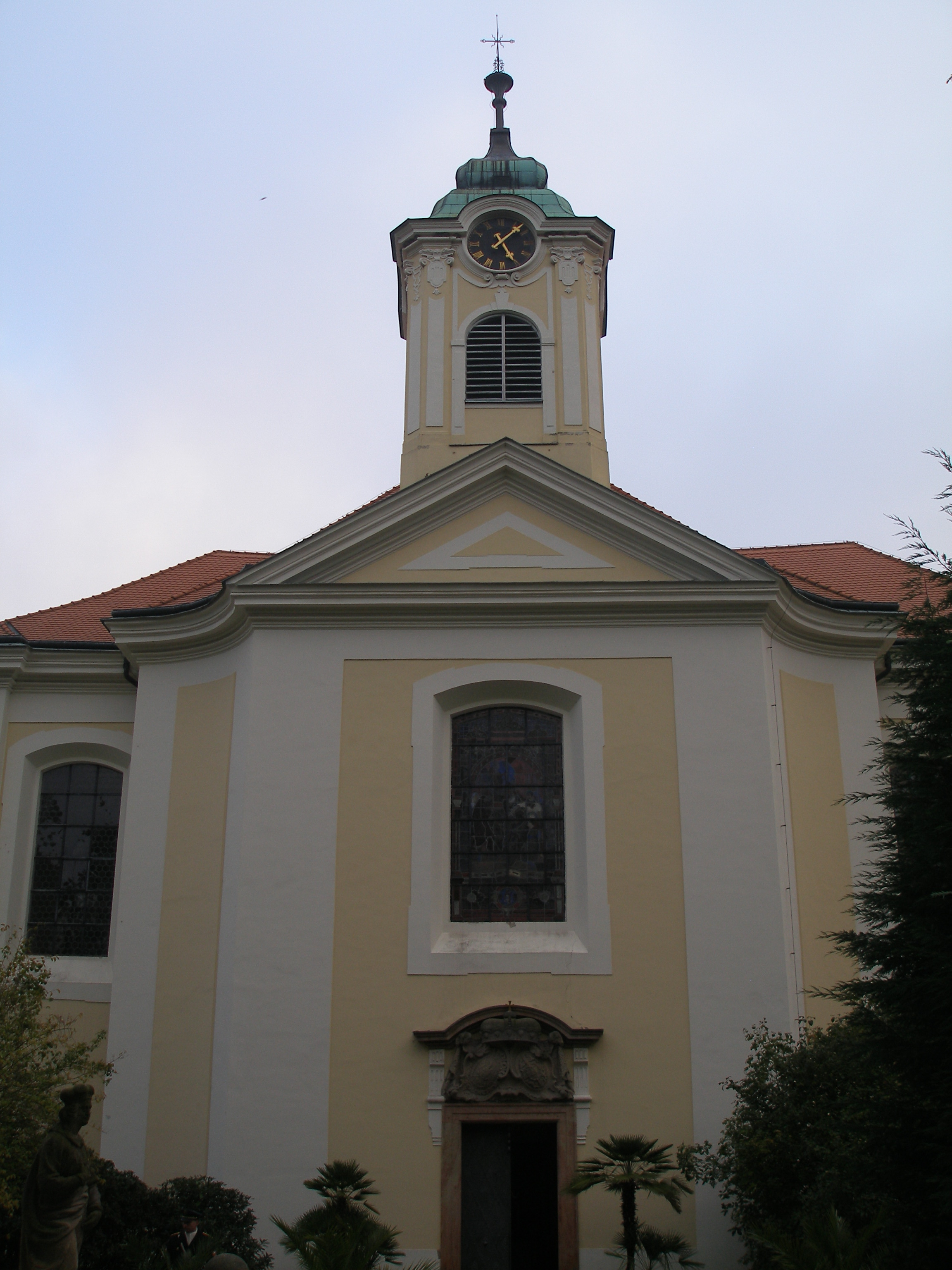
Kostel Nejsvětějšího Jména Ježíš
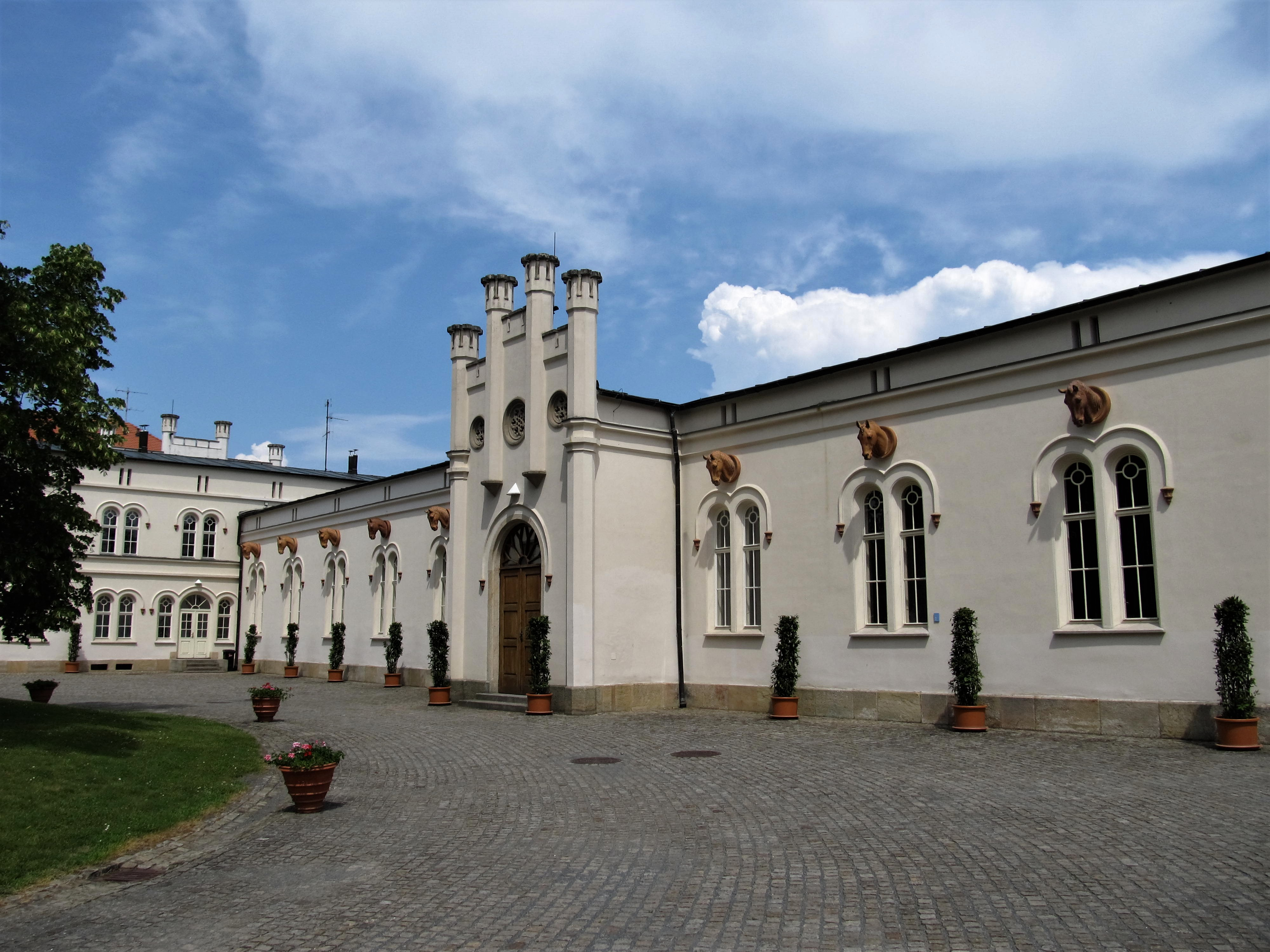
Zámecké konírny z 19. století
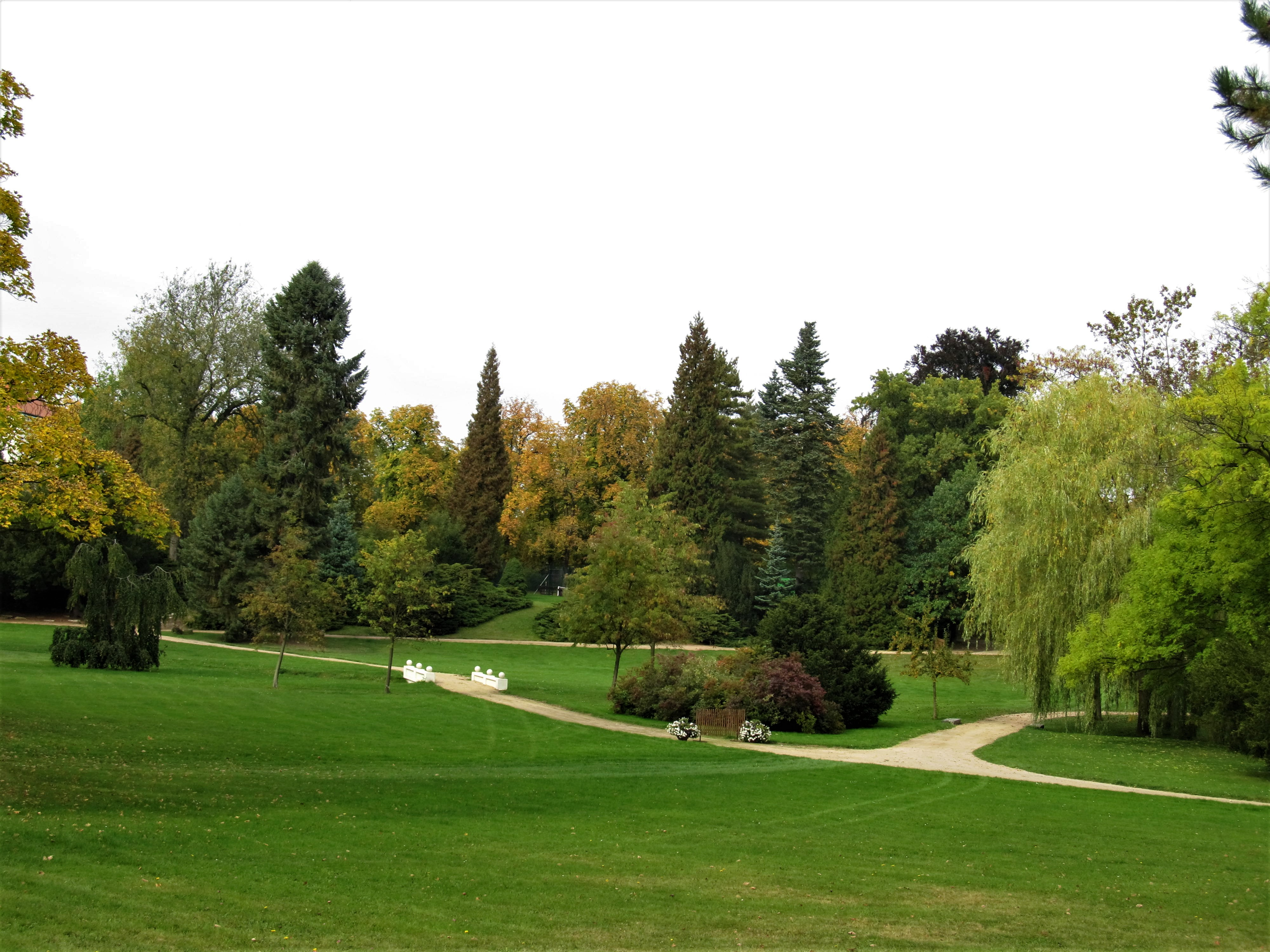
Zámecký park
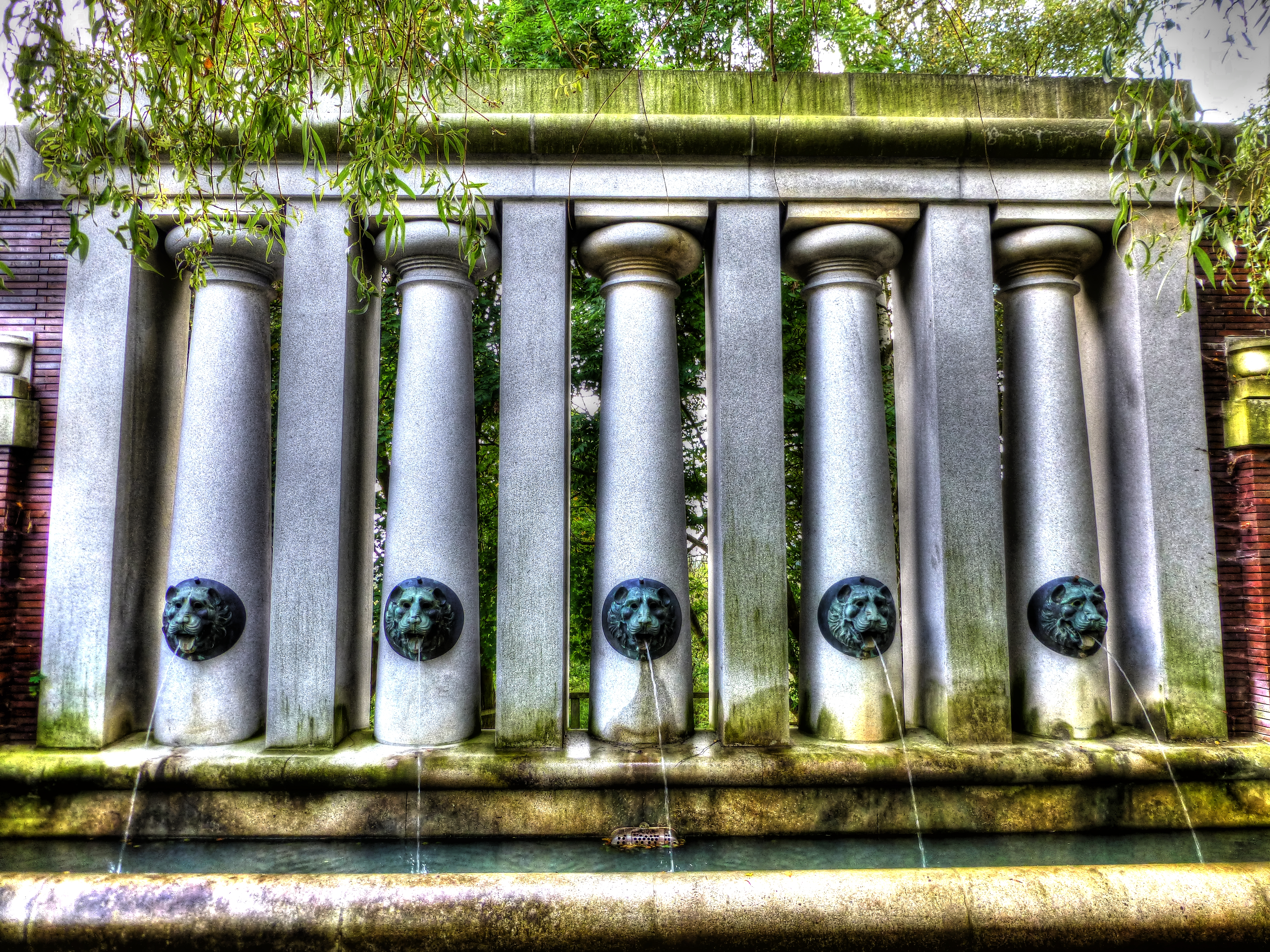
Fontána s dórskými pilastry v zámecké zahradě
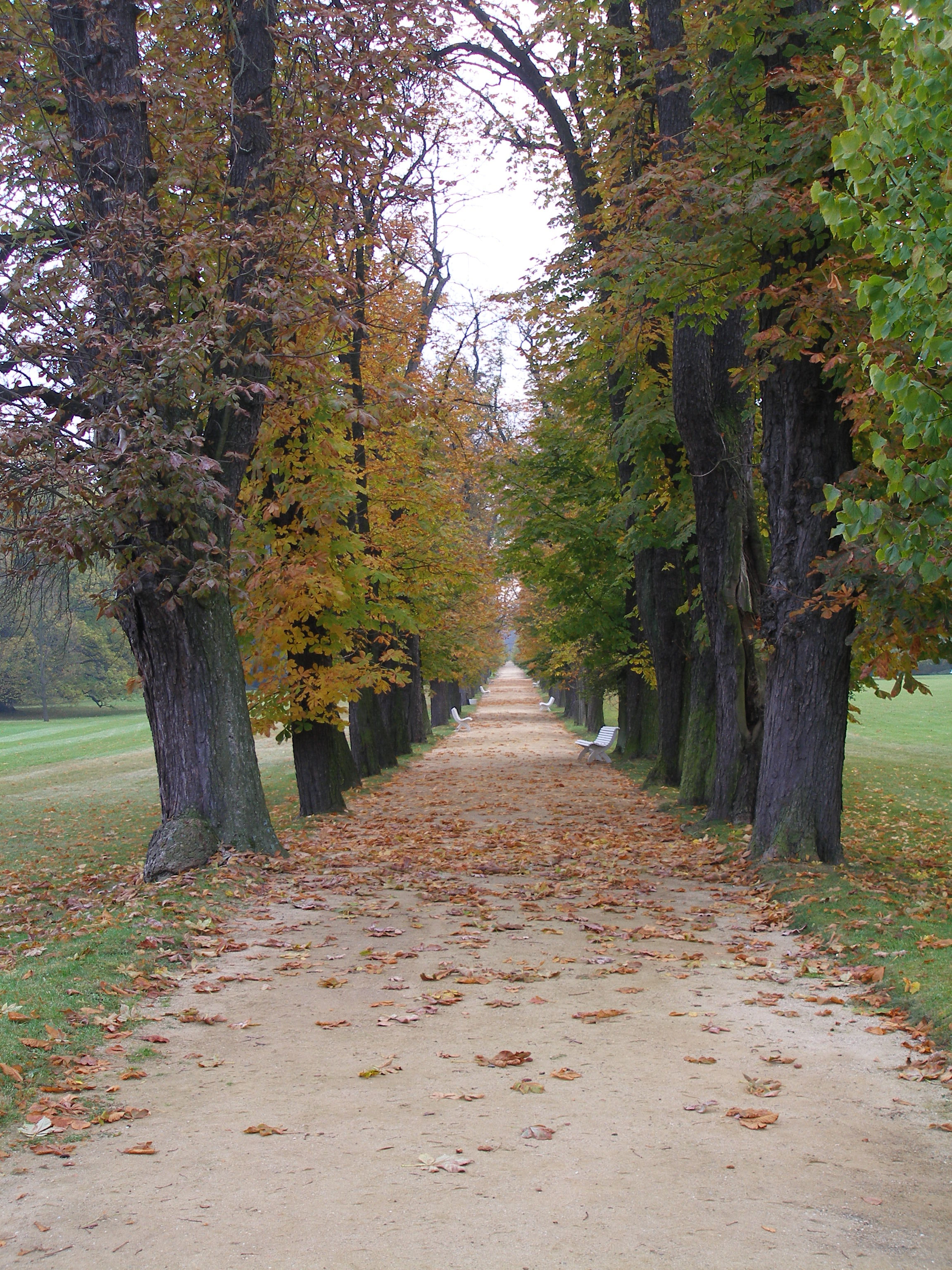
Alej v zámeckém parku
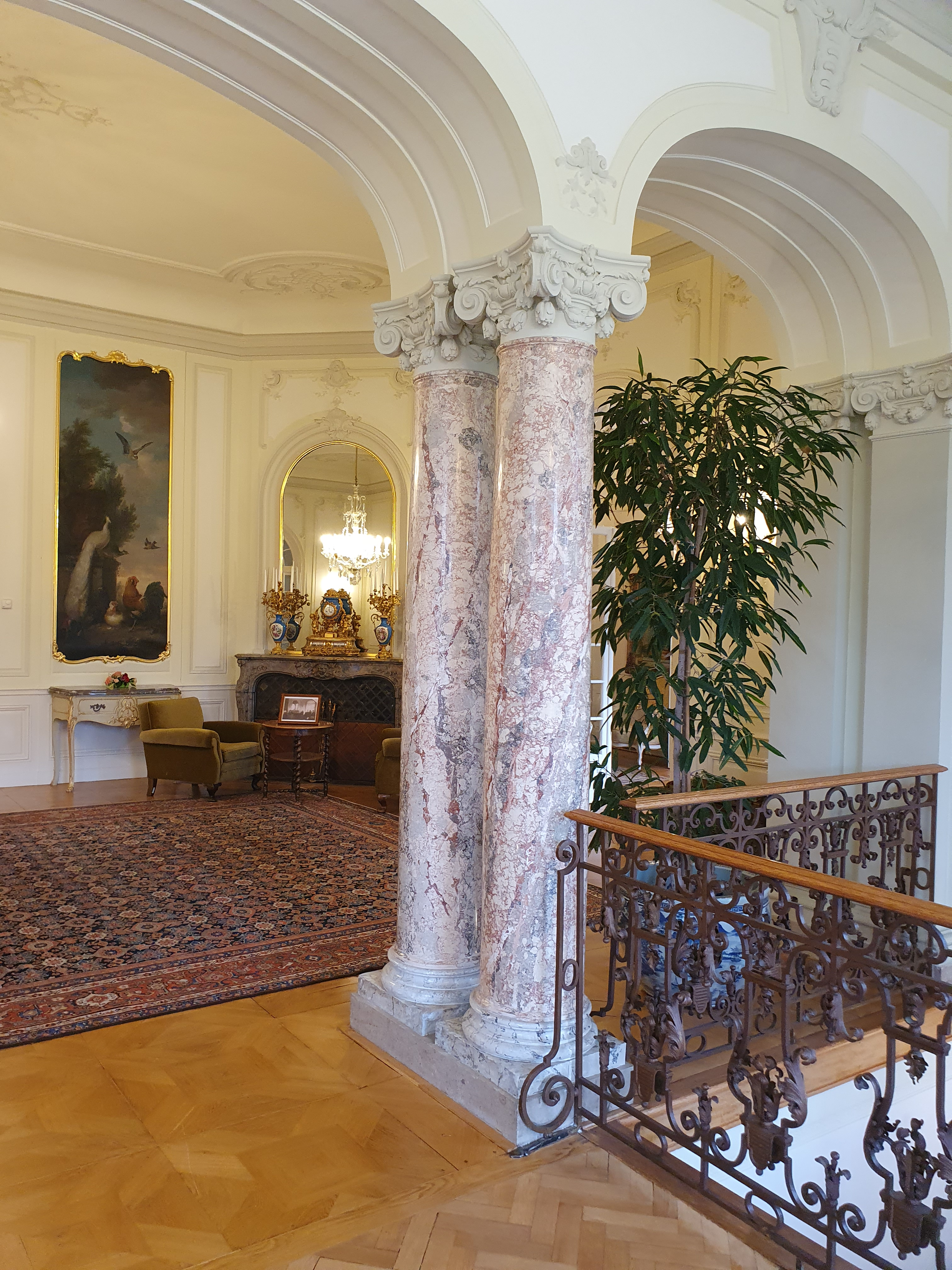
Zámecký interiér
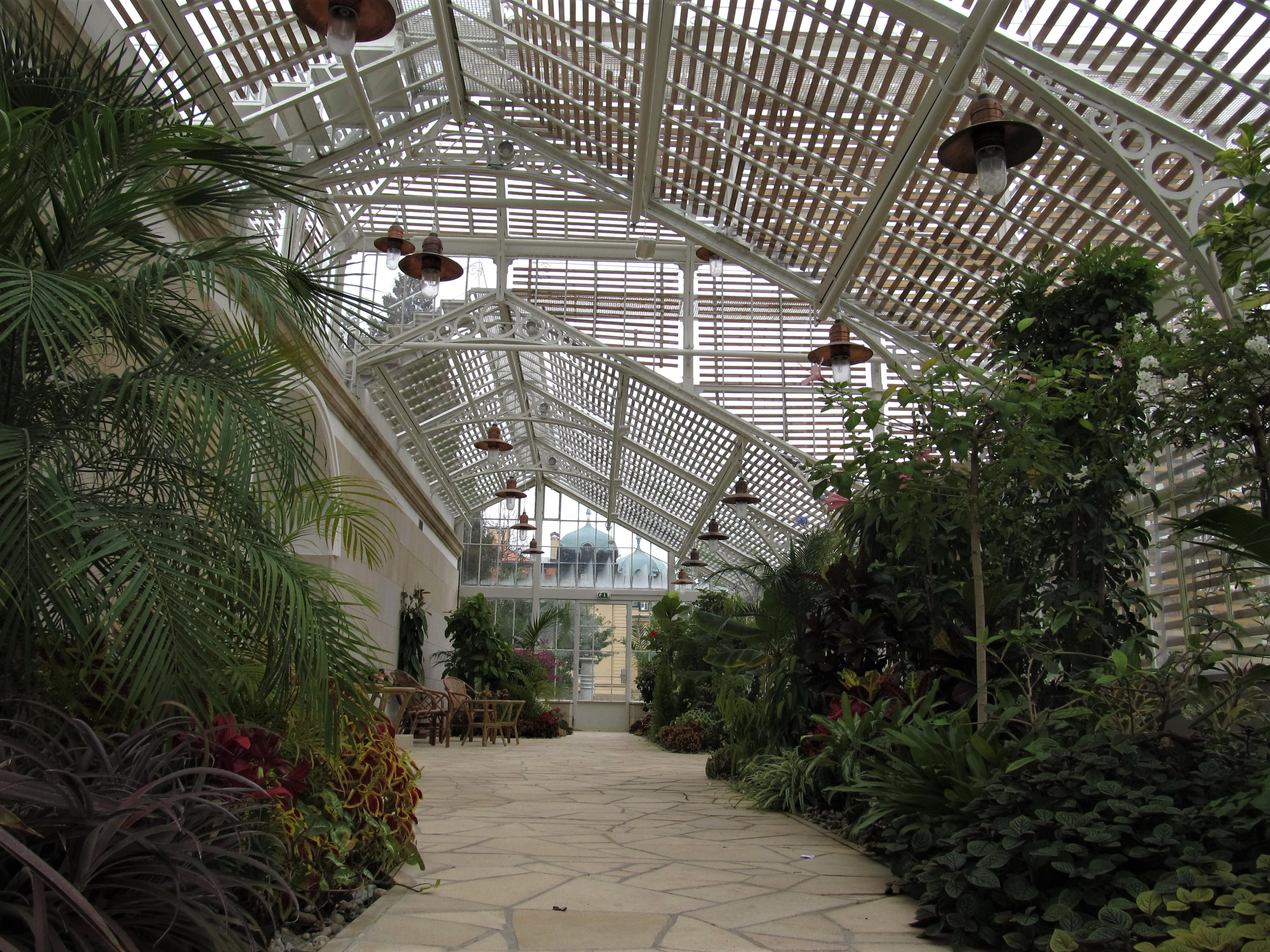
Zámecký skleník
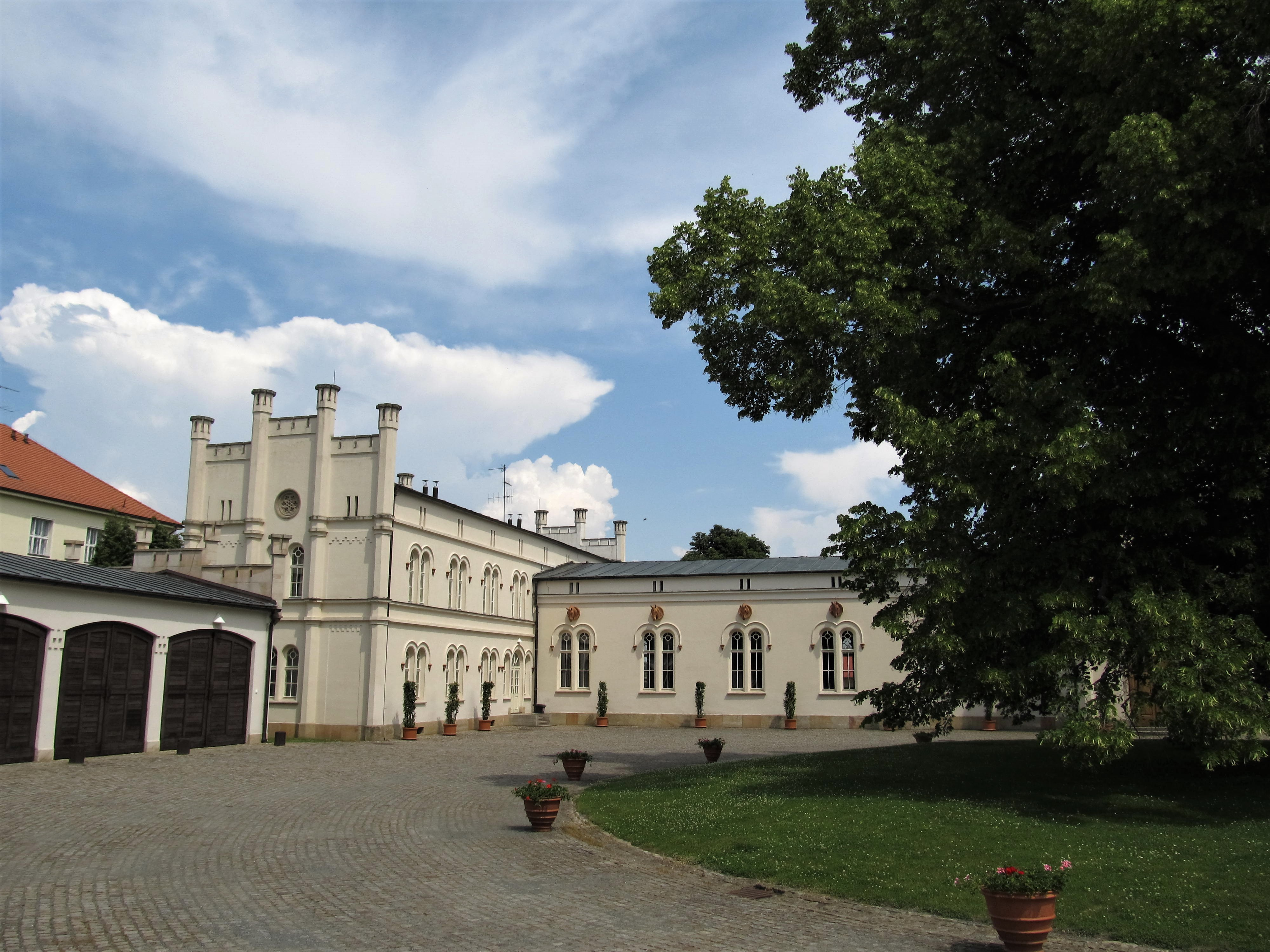
Zámecké konírny z 19. století
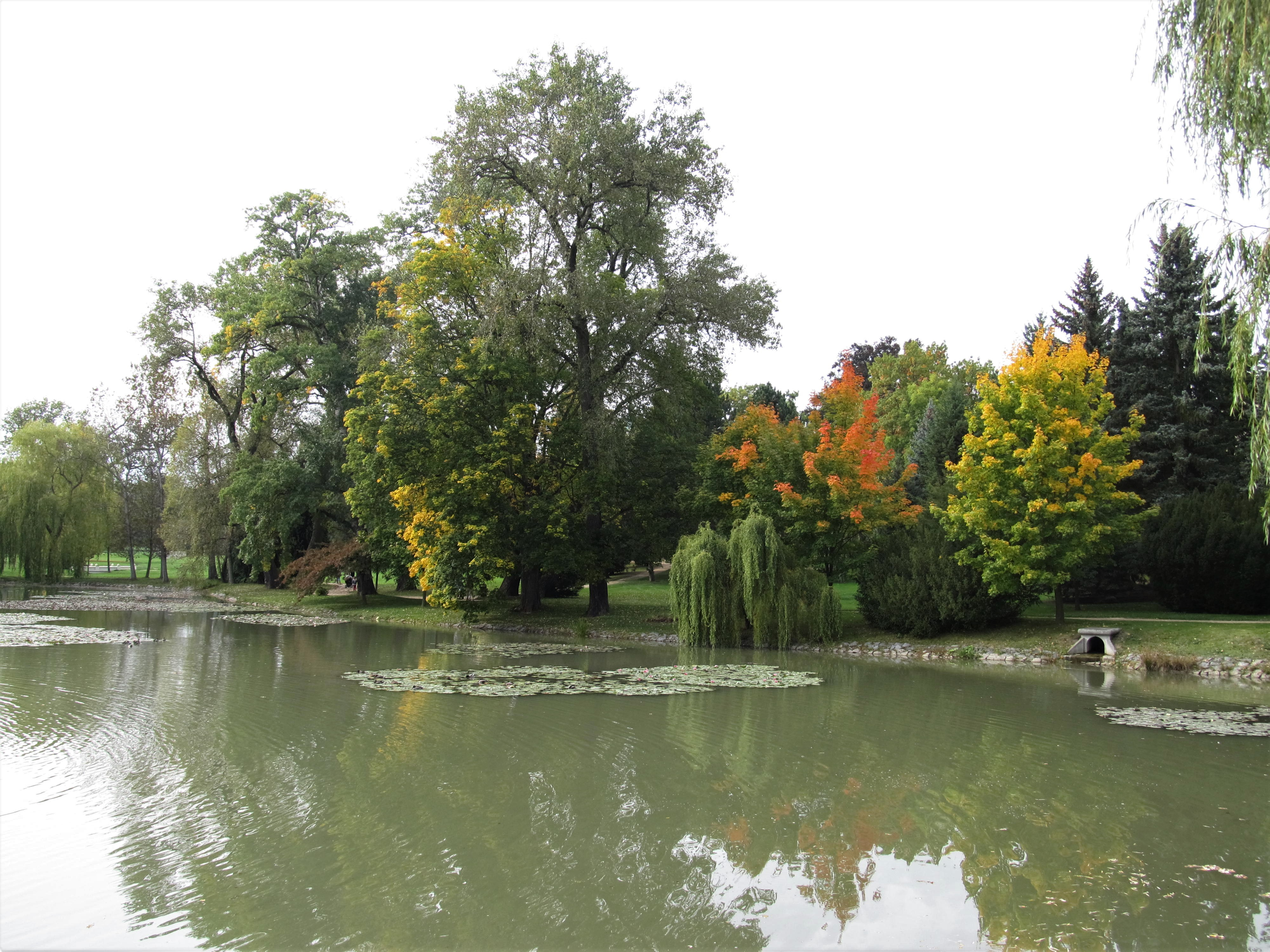
Zámecký park
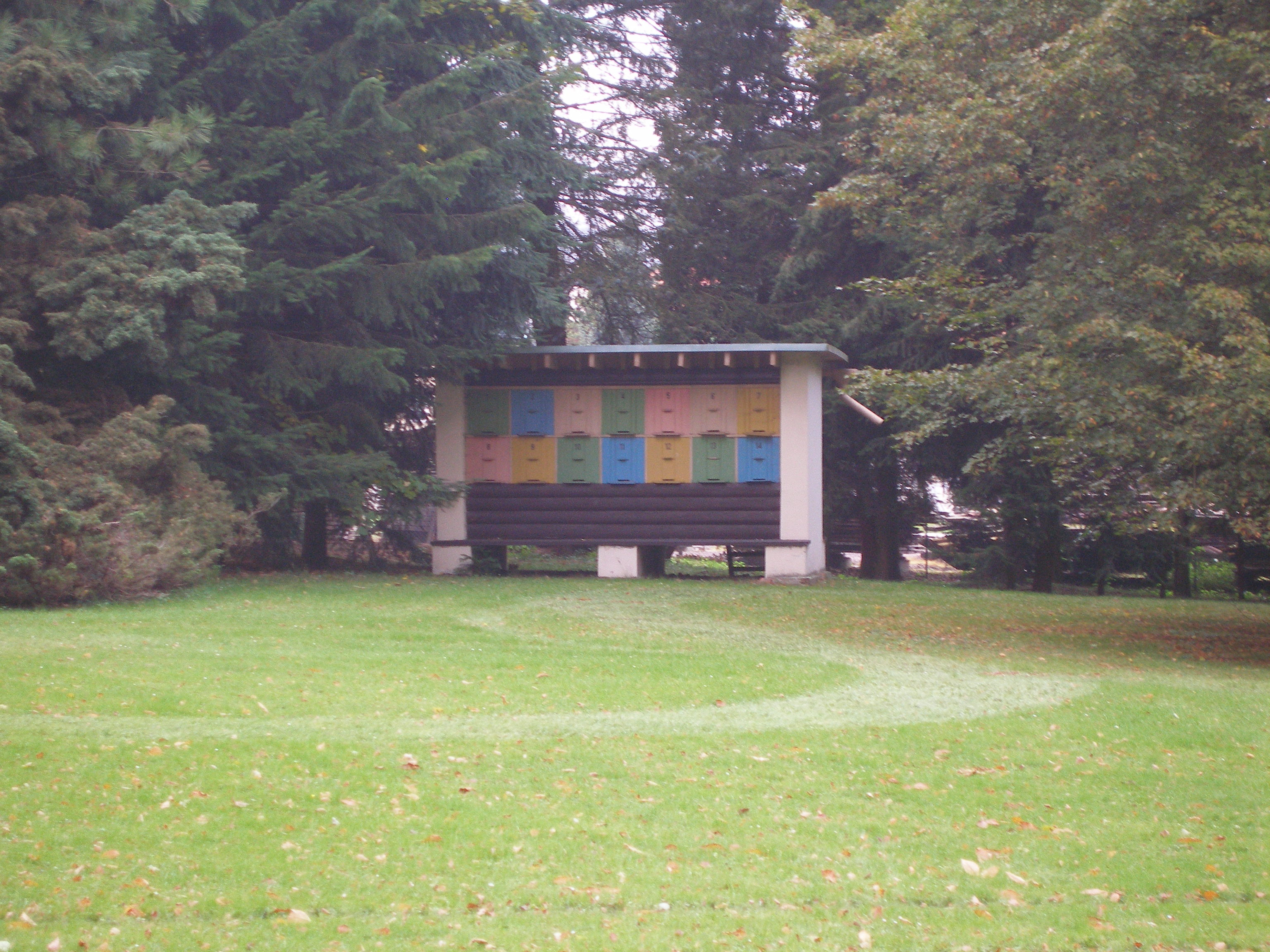
Zámecký včelín
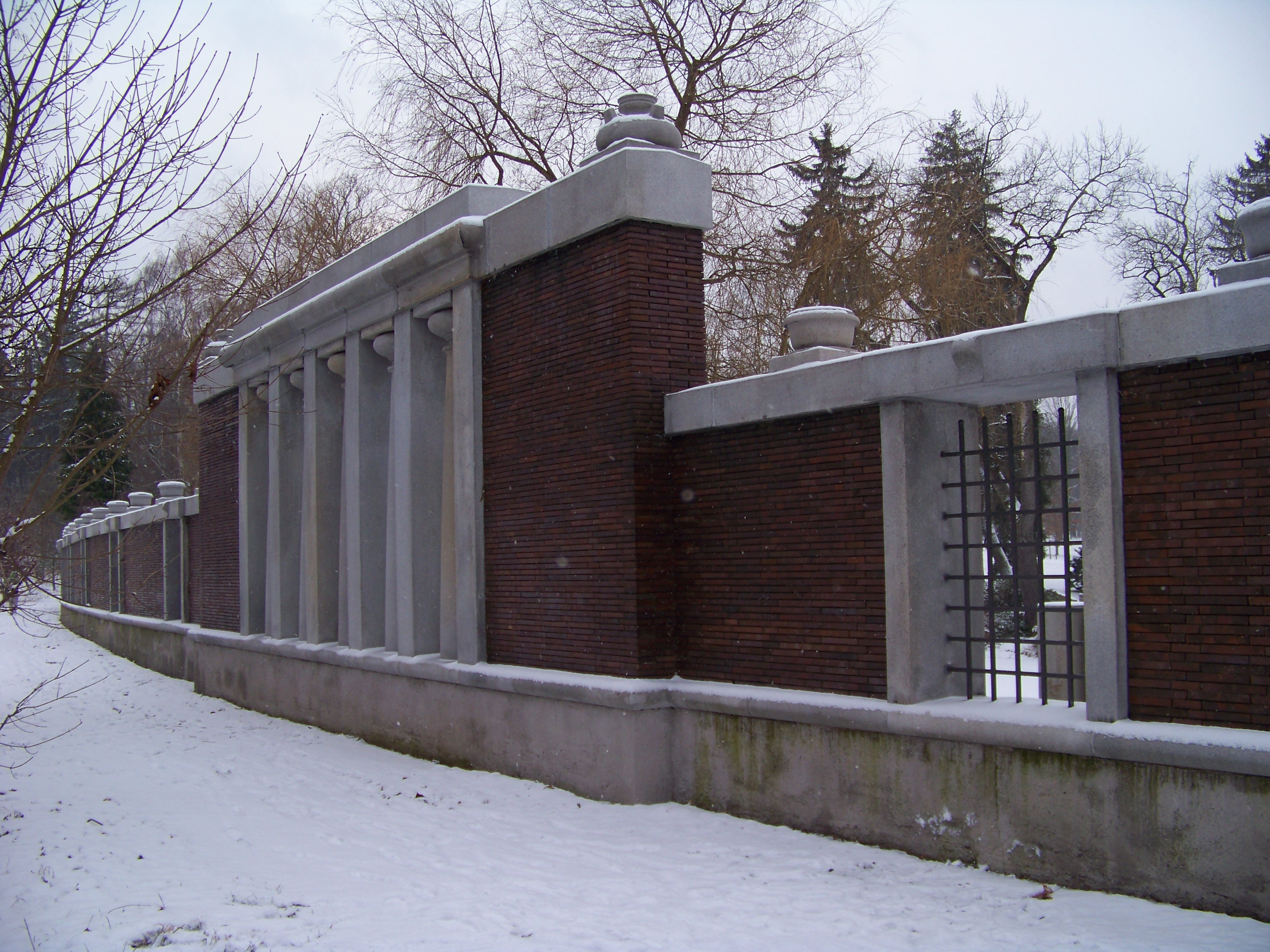
Zeď zámeckého parku
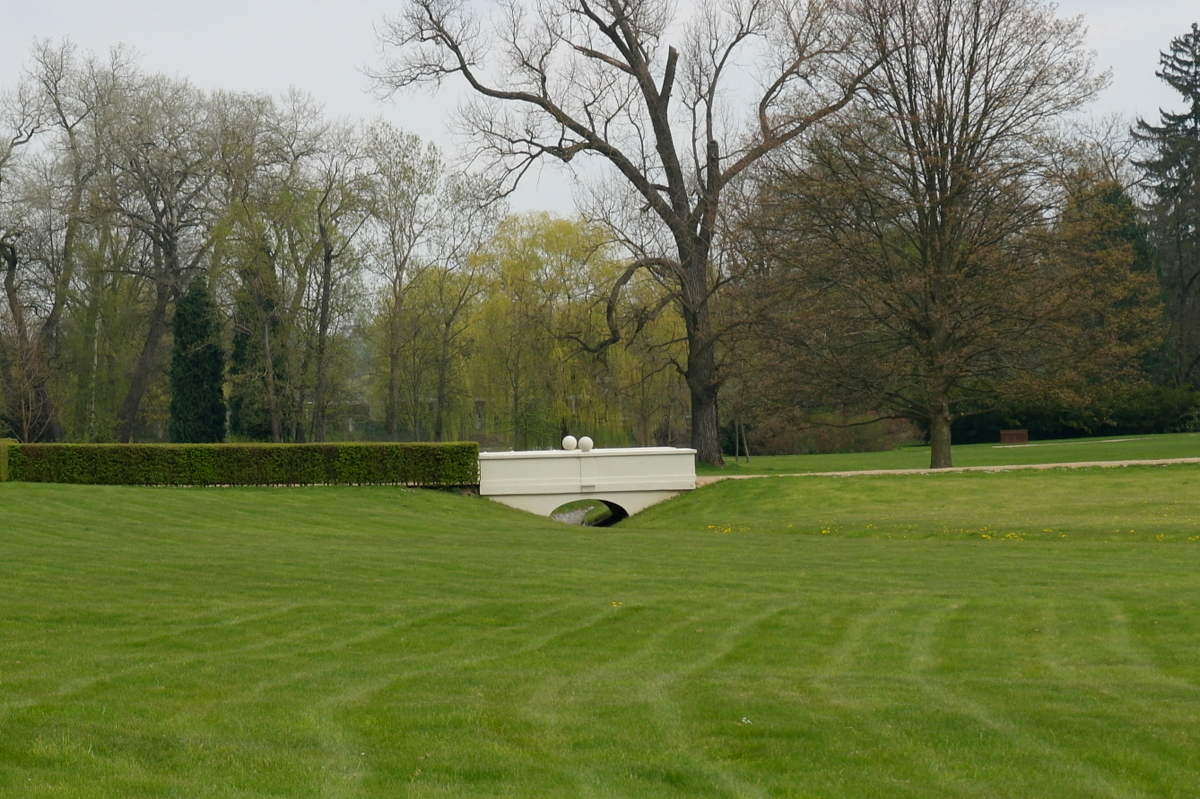
Zámecký park